# Murder Princess
Murder Princess (マーダー・プリンセス, Mādā Purinsesu) est un seinen manga de Sekihiko Inui. Il a été prépublié entre 2005 et 2007 dans les magazines Dengeki Teioh et Dengeki Daioh de l'éditeur MediaWorks et a été compilé en un total de deux volumes. La version française a été éditée en intégralité par Taifu Comics.
Une adaptation en six OAV produite par les studios Marvelous Entertainment et Bee Train a vu le jour entre mars et août 2007. Dans les pays francophones, la série est éditée en DVD par Kazé.

## Synopsis
Le royaume de Forland est attaqué par des rebelles. L'héritière du trône, la princesse Alita, s'enfuit de son palais. Dans sa fuite, elle heurte une chasseuse de primes nommée Falis, ce qui a pour conséquence un échange d'âmes. Falis, prisonnière du corps d'Alita, s'engage alors à protéger le royaume de Forland, avec l'aide de ses amis Pete et Dominikov, de tous ceux qui convoitent le royaume et le pouvoir de Téoria qui y dort. C'est ainsi qu'elle devient « Murder Princess », la princesse la plus dangereuse de toute l'histoire.

## Personnages
Alita Forland (アリタ‧フォーランド, Arita Fōrando) alias Milano (ミラノ, Mirano)
Doublage : Ami Koshimizu (japonais), Adeline-Fleur Baude (français)
Elle est la princesse du royaume de Fortland. Elle est entièrement dévouée à son royaume, corps et âme. Après l'échange d'âme avec la chasseuse de prime Falis, elle se fera appeler Milano et elle deviendra une servante. Elle a d'ailleurs une relation très étroite avec Falis. Elle a un grand frère du nom de Kaito.
Falis (ファリス, Farisu) alias Alita (アリタ, Arita)
Doublage : Romi Park (japonais), Anne Viscardi (français)
Ayant perdu sa famille en étant jeune, elle devient chasseuse de prime et est incroyablement attirée par l'argent. Elle se résigne à aider Alita. Sa relation avec Alita/Milano est très particulière et elle fait beaucoup pour son amie. La chasseuse de prime fait la promesse de protéger le royaume et devient "Murder Princess", ainsi surnommée par la population et les ennemis...
Dominikov (ドミニコフ, Dominikofu)
Doublage : Kazuki Yao (japonais), Jacques Herlin (français)
Un des deux chasseurs de primes travaillant avec Falis. Dans le manga c'est un Shinigami avec une connaissance énorme, alors que dans l'anime, c'est un cyborg. Son arme est une large faux.
Pete Armstrong (ピート‧アームストロング, Piito Amusutorongu)
Doublage : Akimitsu Takase (japonais), Yves Leturcq (français)
Un des deux chasseurs de primes travaillant avec Falis. Alors qu'il est gros, féroce, et très puissant au combat à mains nues, sous ça peau violette ce cache une âme douce. Comme Dominikov, Pete est un cyborg dans l'anime.

## Anime

### Liste des épisodes
| No | Titre français            | Titre japonais | Titre japonais    | Date de 1re diffusion |
| No | Titre français            | Kanji          | Rōmaji            | Date de 1re diffusion |
| -- | ------------------------- | -------------- | ----------------- | --------------------- |
| 1  | Naissance                 | 誕生           | Tanjō             | 28 mars 2007          |
| 2  | Couronnement              | 戴冠           | Taikan            | 25 avril 2007         |
| 3  | Retour                    | 帰還           | Kikan             | 30 mai 2007           |
| 4  | Exile                     | 追放           | Tsuihō            | 27 juin 2007          |
| 5  | Destinée                  | 宿命           | Shukumei          | 25 juillet 2007       |
| 6  | À la fin du dénouement... | 決意の果てに･･ | Ketsui no hate ni | 29 août 2007          |

### Musique
La musique originale est composée par Yasufumi Fukuda.
Générique d'ouverture :
- "The Direction the Light Points" (ヒカリサスホウ, Hikari Sasuhou?) FK Metal ver. par BACK-ON

Générique de fin:
- "Naked Flower" par Romi Park